# خانه جن‌زده (فیلم ۱۹۶۵)
خانه جن‌زده (به هندی: Bhoot Bungla) و (به انگلیسی: Haunted house) فیلمی هندی محصول سال ۱۹۶۵ و به کارگردانی محمود علی است. در این فیلم بازیگرانی همچون تانوجا، نظیر حسین، نانا پالشیکار و راهول برمن ایفای نقش کرده‌اند.